# 耐候性鋼

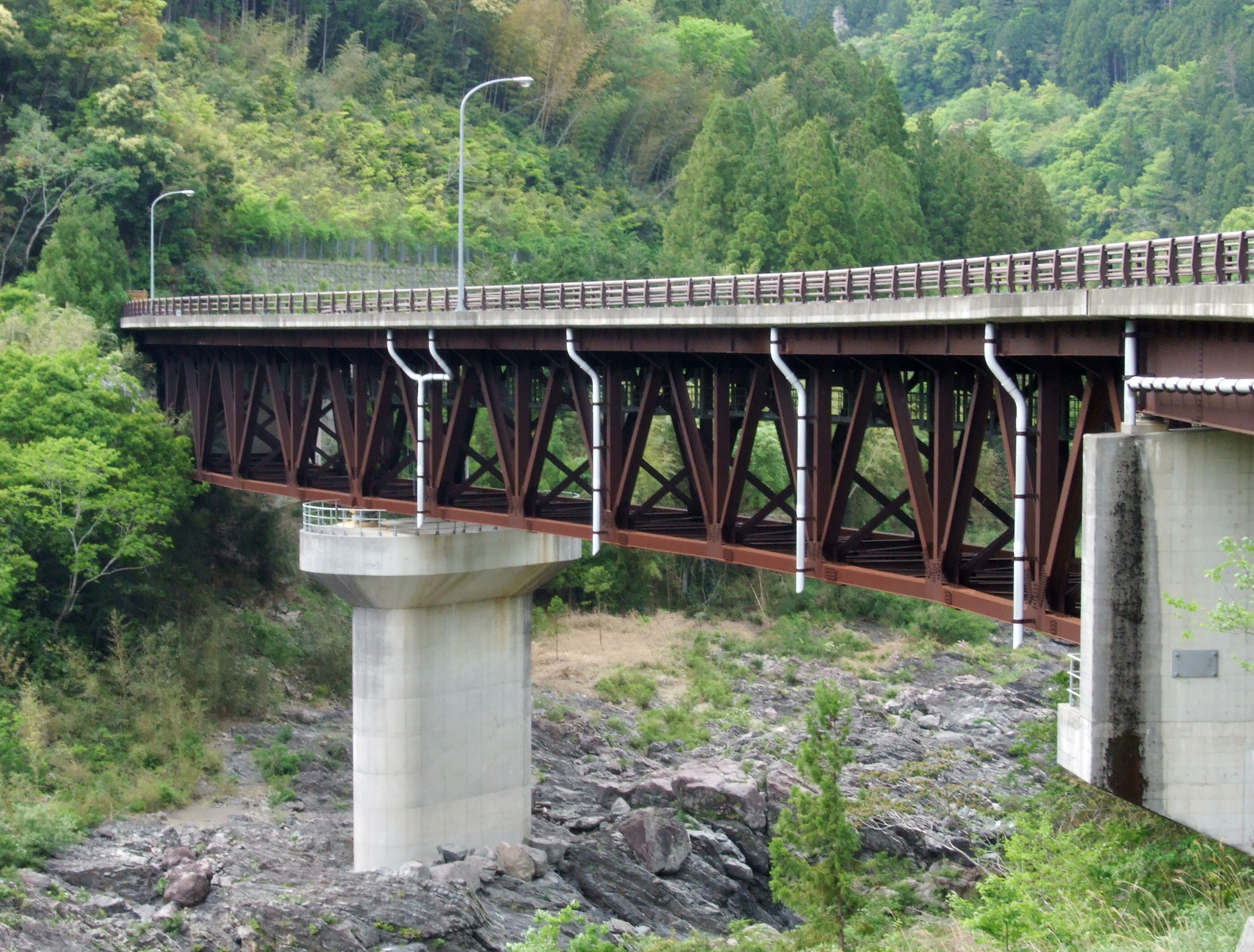
山間部の道路橋に耐候性鋼を使用した例（八百轟橋、国道439号、高知県）

耐候性鋼（たいこうせいこう）とは、鋼表面に保護性錆（安定錆とも呼ぶ）を形成するように設計された低鉄合金鋼である。耐候鋼や、建築分野ではコールテン鋼、コルテン鋼とも呼ばれる（後述）。

## 概要

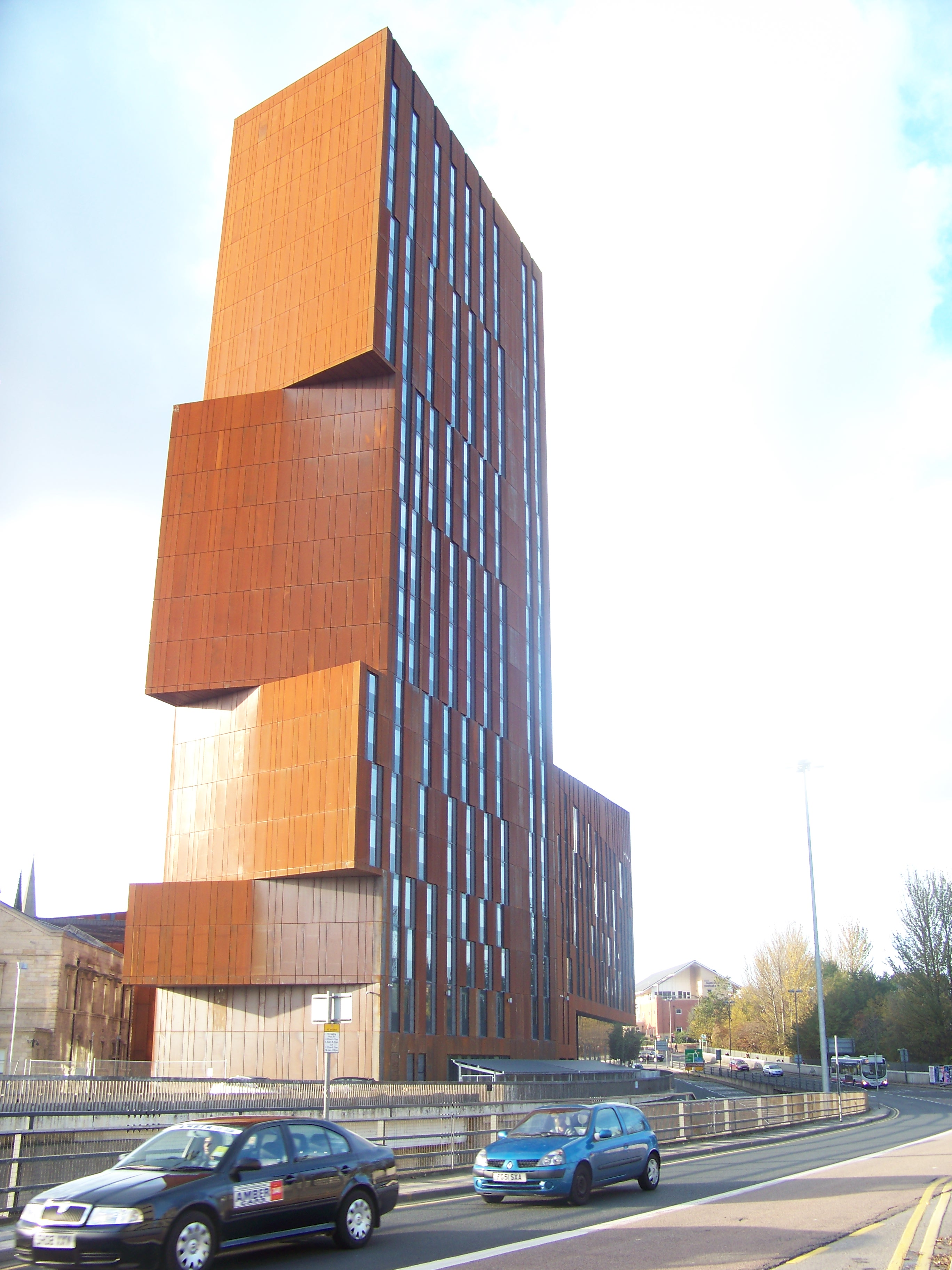
リーズ・メトロポリタン大学の学生寮（リーズ）

塗装せずにそのまま使用してもあまり錆びず、またその錆が比較的緻密で、腐食が内部に進まない鋼材である。錆の色は茶褐色で相応の美観を持つ。
耐候性鋼は、適切な管理をすれば無塗装で使用できるので、メンテナンス費や塗装費を低減できる。しかし、表面が錆の色になるため、それが正常なのを知らない一般の人には不安や誤解を招きやすい（後述）。そのため、用途や人目に付く場所に限っては、あえて塗装されることがある。
また、海水は保護性錆層を破壊するCl-イオンを含んでいるため、海岸部では耐候性鋼であっても無塗装で使うことはできない。事実、沖縄県国頭村の辺野喜川河口にあった辺野喜橋の桁は無塗装の耐候性鋼でできていたが、当初の想定を大きく超える速度で腐食が進み、供用開始から30年を経ずして2009年に崩落した。同様の理由で、耐候性鋼製の海上コンテナも塗装されて使用される。
耐候性鋼は、1910年代欧米で本格的に研究され、USスチールにより COR-TEN の商標で初めて販売された。日本では富士製鉄で1959年より技術導入の上で販売し、耐候性鋼の代表的存在となったため「COR-TEN」（およびその読みの「コルテン」「コールテン」）が事実上、普通名称化している。なお COR-TEN の鉄鋼材（第6類）における登録商標は権利者のUSスチールにより2016年5月31日に登録が継続され、依然として登録商標のままである。
COR-TENは銅を2%程度含み、建築物外壁や内陸部の橋梁に用いられる。米国ではホッパ車の側面など鉄道車両にも用いられている。特にホッパ車は砂や石炭を運ぶため､こすれて塗料が剥がれやすく､保守に手間が掛かるからである。

## 耐候性鋼の耐食性

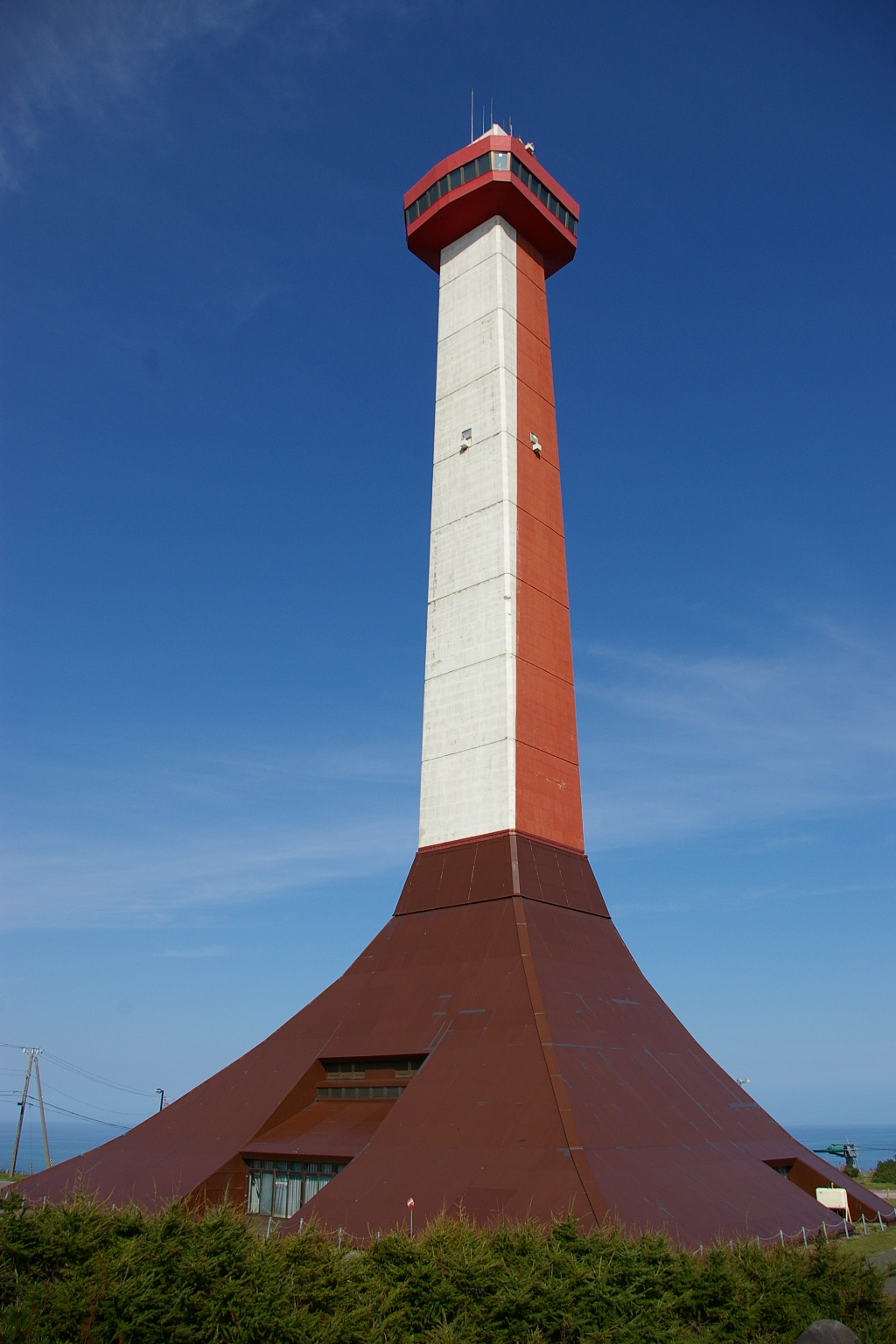
稚内市開基百年記念塔・北方記念館

耐候性鋼の耐食性は、表面の「錆」によって獲得される。
耐候性鋼の基本成分は、Fe-Cu-Cr-Ni-P、またはFe-Cu-Cr-Niである。
耐候性鋼の表面にある錆層の下部に、Cu, Cr, Niが関与する、極めて緻密な非晶質（アモルファス）層が形成される。そして、この非晶質層が錆の進行を抑制する。使用して2 - 4年ぐらいすると、前述の保護性錆が形成され、錆の進行が止まる。

## 使用例

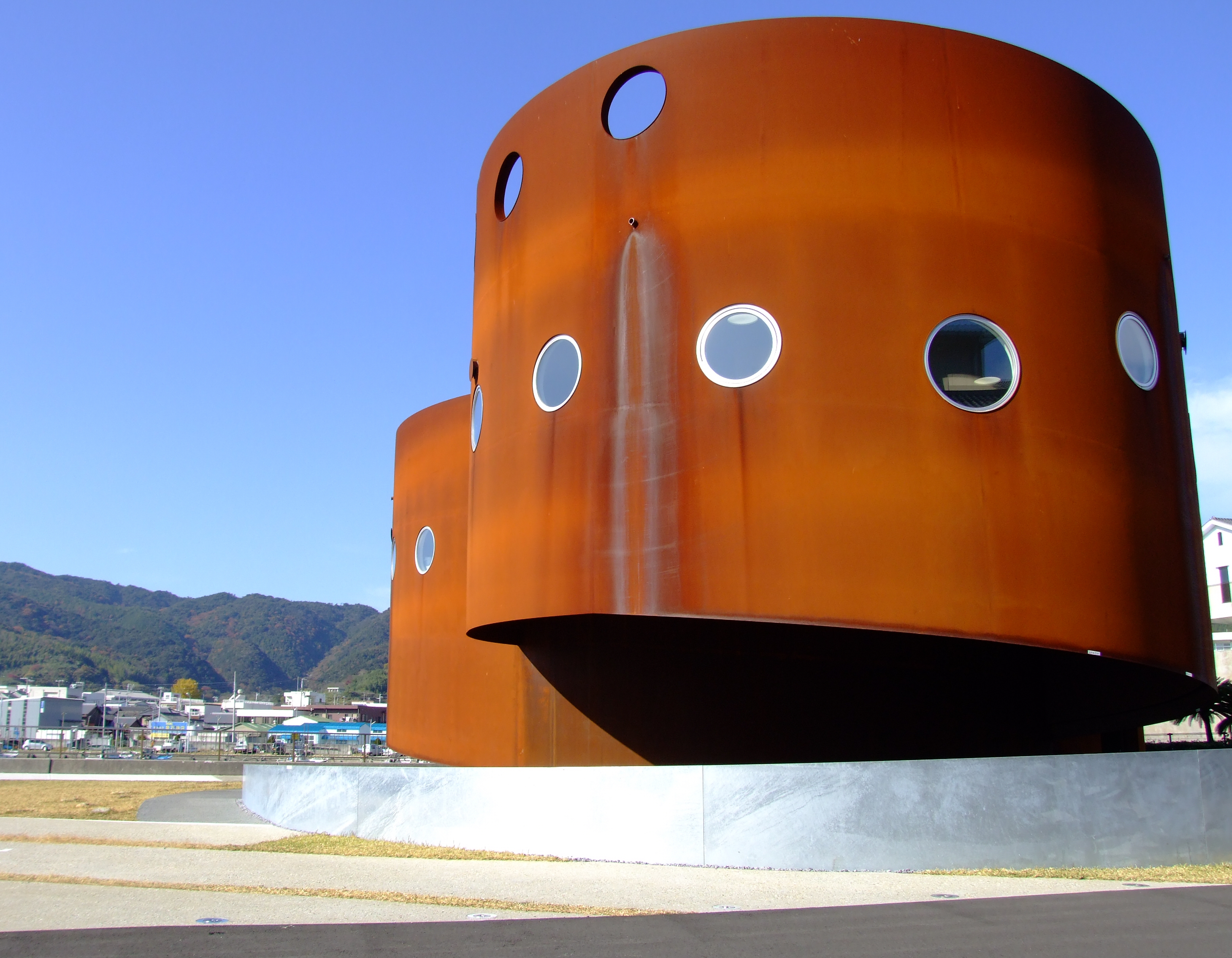
福良港津波防災ステーション（制御室・避難所）

兵庫県淡路県民局が南あわじ市の福良港に建設した「福良港津波防災ステーション」の外壁に無塗装の耐候性鋼板が利用されているが、その錆びた外観を心配した周辺住民からの問い合わせが相次ぎ、兵庫県は耐候性鋼板についての説明板を急遽設置した。なお、建物は海岸部に建てられているが、県民局は「年に何度か水で洗浄すれば、潮風の影響は防げる」と説明している。設計者の遠藤秀平と陶器浩一は、この建物により第6回（2012年）日本建築大賞の日本建築家協会賞を受賞している。
高橋工業が耐候性鋼を使用した建築物（菅野美術館など）を手がけている。
梅沢良三は自身のアトリエ「IRON HOUSE」と住居「IRON HOUSE」を全面が耐候性鋼で構成された設計（施工は高橋工業）とし、データの収集を行っている。
鷲宮神社（埼玉県久喜市）の木造鳥居が2018年（平成30年）に倒壊した後、2021年（令和3年）に耐候性鋼板製のものが再建されたが、木造時代同様の赤色に塗装されている。